# El Ouldja (Relizane)
El Ouldja è un comune dell'Algeria, situato nella provincia di Relizane.